# Il y a
Il y a – pojęcie utworzone przez Emmanuela Lévinasa. Jest to eksperyment myślowy (tzw. eksperyment zapomnienia), który polega na wyimaginowanym usunięciu rzeczy i osób: jeśli sprawimy, że znikają w wyobraźni rzeczy i osoby, nie pozostaje „nichts” lecz „l'exister” – anonimowe bycie, z którego rzeczy i ludzie powstają jako jakaś hipostaza. Lévinas określa to anonimowe bycie terminem „il y a”. Lévinas analizuje „il y a” za pomocą fenomenu nocy i bezsenności. W ciemności nocy znikają formy rzeczy, a sama noc, która nie jest przedmiotem ani jakością przedmiotu, bierze wszystko w swe władanie. My nie mamy tu nic do szukania. Lecz owo „nic” nocy nie jest żadnym „nic” czystej nicości. Pozostaje nieunikniona obecność. Anonimowa obecność. Zaś bezsenność jest faktem świadomości. Podmiot czuwa mimo żadnej racji i żadnego celu. Podmiot w swej bezsenności nie może wyrwać się istnieniu. Podmiot nie może uciec od bycia, od „il y a”.
Z tego anonimowego tła (anonimowego bycia), czyli „il y a”, wyłania się podmiot (rzeczownik). Proces wyłaniania się podmiotu Lévinas nazywa hipostazą.